# Tra-Typ
Der Tra-Typ ist ein Schwergutschiffstyp der niederländischen Reederei BigLift Shipping.

## Geschichte
Die aus vier Einheiten bestehende Serie wurde auf der chinesischen Werft Zhonghua Shipyard für die damalige Reederei West African Shipping gebaut, die sie in den Schwergutreedereipool Mammoet Heavy Lift Partners einbrachte. 2003 bzw. 2004 übernahm BigLift Shipping die Schiffe.
Die Traveller wurde 2017 in die Vereinigten Arabischen Emirate verkauft, die Tramper ging 2019 an eine Reederei auf den Jungferninseln.

## Beschreibung
Die Schiffe werden von einem Viertakt-Achtzylinder-Dieselmotor des Herstellers Wärtsilä (Typ: 8L46B) mit 7.900 kW Leistung angetrieben. Der Motor wirkt auf einen Verstellpropeller. Die Schiffe sind mit einem Bugstrahlruder mit 500 kW Leistung ausgestattet. Für die Stromversorgung stehen ein Wellengenerator mit 1072 kW Leistung (1340 kVA Scheinleistung) sowie drei Dieselgeneratoren mit 548 kW Leistung (685 kVA Scheinleistung) zur Verfügung. Weiterhin wurde ein Notgenerator mit 108 kW Leistung (135 kVA Scheinleistung) verbaut.
Das Deckshaus befindet sich sehr weit achtern. Vor dem Deckshaus befindet sich ein Laderaum. Der Laderaum ist 64,2 m lang und 15,3 m breit. Die Höhe des Raums beträgt 11,75 m. Der Raum ist größtenteils boxenförmig. Im vorderen Bereich verjüngt er sich auf 19 m Länge von 15,3 m auf 5,1 m Breite. Der Laderaum ist mit zehn Pontonlukendeckeln verschlossen.
Die Schiffe sind mit einem aus 17 Paneelen bestehenden Zwischendeck ausgestattet, die in zwei Höhen im Raum, 3,0 m und 5,1 m, eingehängt werden können.
Die Kapazität des Raums beträgt 10.530 m³ bei Schüttgütern und 9.720 m³ bei Stückgütern. Auf der Tankdecke stehen 850 m², auf dem Zwischendeck 974 m² und auf den Lukendeckeln 1.330 m² zur Verfügung. Die Tankdecke kann mit 15 t/m², das Zwischendeck und Lukendeckel jeweils mit 3 t/m² belastet werden.
Die Schiffe sind mit zwei Huisman-Schwergutkranen ausgerüstet, von denen der vordere auf der Steuerbord- und der hintere auf der Backbordseite angeordnet ist. Die Krane können jeweils 275 t und kombiniert 500 t heben.
Die Schiffe sind für den Transport von Containern vorbereitet. Die Containerkapazität beträgt 621 TEU. 262 TEU finden an Deck, 359 TEU im Laderaum Platz.
Die Rümpfe der Schiffe sind eisverstärkt (Eisklasse 1C). Auf der Back befindet sich ein Wellenbrecher zum Schutz vor überkommendem Wasser.

## Schiffe
| Tra-Typ                                        | Tra-Typ   | Tra-Typ    | Tra-Typ          |
| Bauname                                        | Baunummer | IMO-Nummer | Ablieferung      |
| ---------------------------------------------- | --------- | ---------- | ---------------- |
| Tramper                                        | 405       | 9204697    | Januar 1999      |
| Tracer                                         | 406       | 9204702    | 9. August 1999   |
| Transporter                                    | 407       | 9204714    | 21. Oktober 1999 |
| Traveller                                      | 408       | 9204726    | 10. Januar 2000  |
| Daten: Stichting Maritiem-Historische Databank |           |            |                  |

Die Schiffe fuhren bei BigLift Shipping unter der Flagge der Niederlande. Heimathafen war Amsterdam.